# Cueva Gladysvale
 La cueva Gladysvale, en inglés Gladysvale Cave, es una cueva llena de brechas fósiles ubicada a unos 13 km al noreste de los conocidos sitios sudafricanos con homínidos de Sterkfontein y Swartkrans y a unos 45 km al noroeste de Johannesburgo, Sudáfrica. Es parte del Sitio del Patrimonio Mundial de la Cuna de la Humanidad y está en sí mismo catalogado como Sitio del Patrimonio Nacional de Sudáfrica.

## Historia de las investigaciones

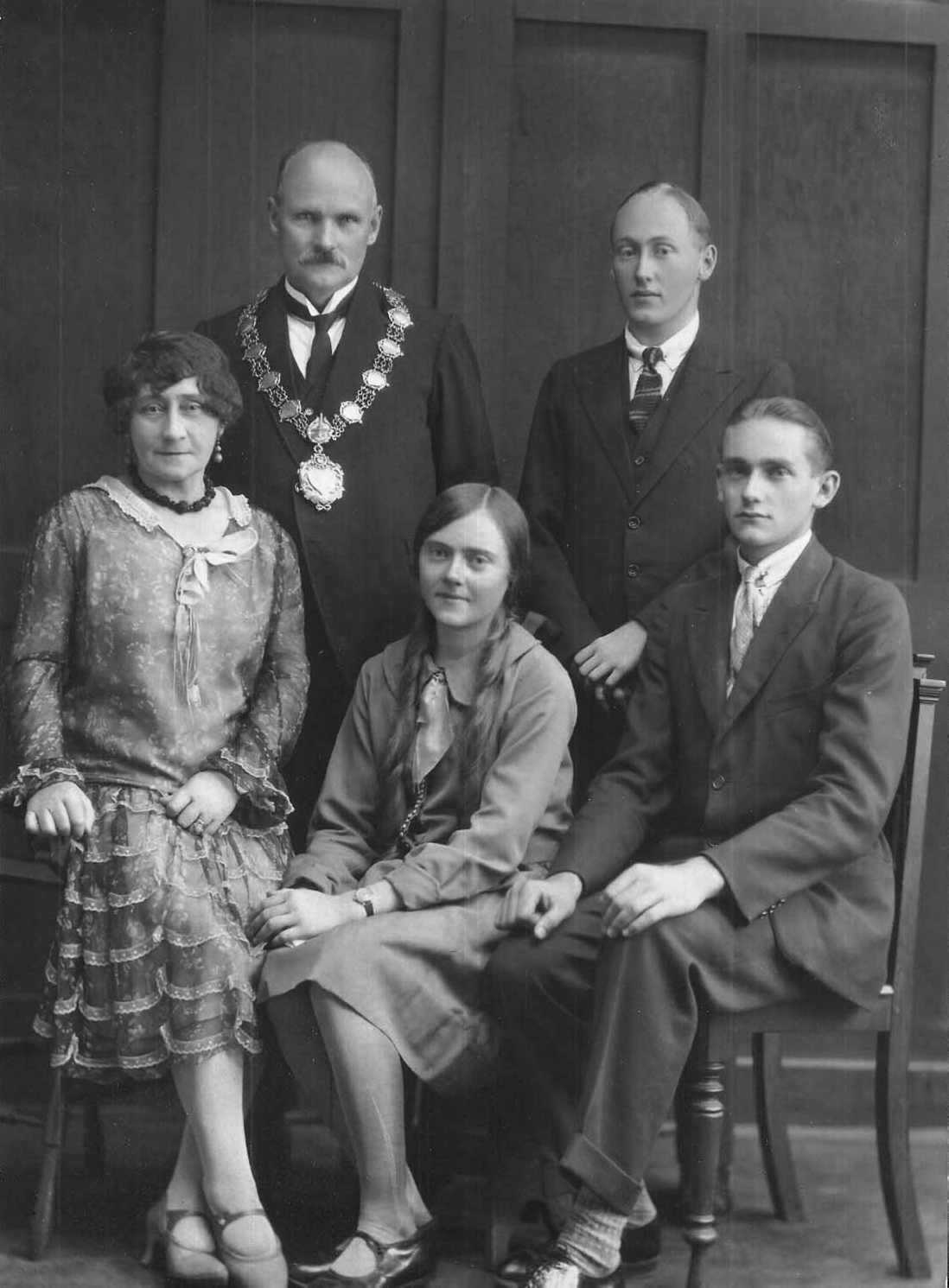
La familia Norton de Krugersdorp, Sudáfrica, con Gladys (centro) en honor a la cual se nombró la cueva Gladysvale

Gladysvale es la primera cueva que Robert Broom visitó en Transvaal a mediados de la década de 1930 en busca de una cueva con homínidos más cerca de Johannesburgo que Taung. Visitó Gladysvale después de que un coleccionista de mariposas del Museo Transvaal informara de una «mandíbula humana» en la pared de la cueva. Cuando Broom llegó a la cueva, la mandíbula ya no estaba. Sterkfontein pronto atrajo a Broom lejos del sitio. En 1946, Phillip Tobias dirigió una expedición estudiantil al sitio donde se recuperó un excelente fósil de babuino.
En 1948, Frank Peabody, de la expedición Camp-Peabody desde Estados Unidos, pasó varias semanas en Gladysvale, pero no pudo encontrar restos de homínidos. El sitio se perdió de la memoria científica hasta que fue reabierto por Lee Berger y Andre Keyser en 1991. A las pocas semanas de la excavación se descubrieron los primeros restos de homínidos: dos dientes de Australopithecus africanus. Este descubrimiento convirtió a Gladysvale en el primer sitio nuevo de homínidos tempranos que se descubrió en Sudáfrica desde 1948 (cuando Robert Broom halló el último sitio, Swartkrans). 
Desde el descubrimiento de estos dientes, se han recuperado más de un cuarto de millón de fósiles de Gladysvale durante las excavaciones realizadas por equipos conjuntos de la Universidad de Witwatersrand, la Universidad de Zúrich y la Universidad Duke.

## Fósiles recuperados

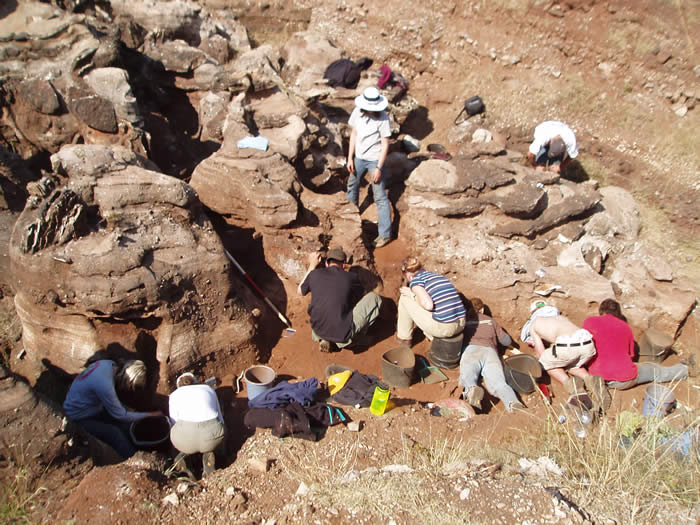
Estudiantes en una escuela de campo trabajando en los depósitos externos de Gladysvale

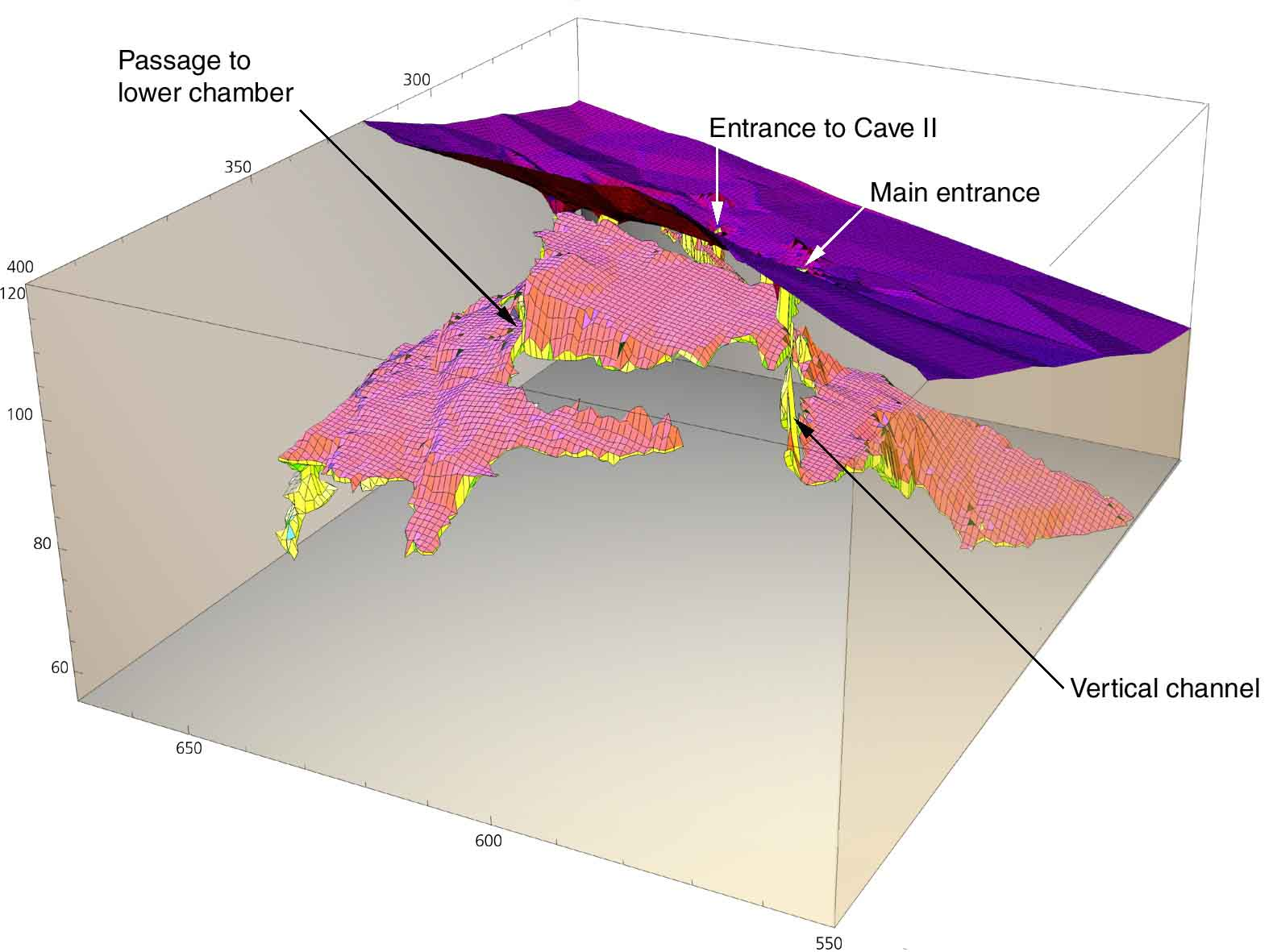
Una reconstrucción tridimensional de las tres cuevas principales en Gladysvale

Se han recuperado miles de fósiles de los depósitos de Gladysvale, incluidos los restos raros de homínidos. Desde los depósitos externos de Gladysvale, se han desenterrado casi un cuarto de millón de huesos desde que comenzaron las excavaciones en 1992. Todavía hay muchos millones de huesos en su lugar en la cueva. Los fósiles recuperados incluyen antílopes, cebras gigantes, carnívoros, incluidos lobos extintos, monos y homínidos atribuidos a Australopithecus africanus y Homo temprano.
También se han encontrado herramientas de piedra, la más espectacular es un hacha de mano achelense, recuperada de sedimentos de 1 millón de años de antigüedad.

### Geología
Gladysvale se ha hecho famosa por su excepcional estratigrafía de lecho horizontal y ha sido el sitio de prueba de muchas de las técnicas de datación absoluta que han demostrado ser exitosas en las brechas difíciles de fechar de las cuevas de fósiles sudafricanas. El sitio se divide actualmente en tres sistemas de cuevas con la superior que contiene los depósitos internos Gladysvale y un depósito externo (en la imagen en 3-D). Gladysvale fue uno de los primeros sitios en África en ser mapeado digitalmente en 3D por Peter Schmid y estudiantes de la Universidad de Zúrich.

#### Antigüedad de los depósitos
La secuencia Gladysvale ha sido fechada usando una combinación de bioestratigrafía, paleomagnetismo (Andy Herries, Universidad La Trobe (Australia), resonancia de espín electrónico y datación de series de uranio (Robyn Pickering, U. de Melburne, Australia). Se cree que los depósitos más jóvenes tienen alrededor de 54 000 años, mientras que los depósitos más antiguos son la fuente probable de los fósiles de A. africanus, tienen alrededor de 2,4 a 2,0 millones de años. Los depósitos externos de Gladysvale contienen restos faunísticos extensos y datan de hace entre 780 000 y 530 000 años. Se recuperó un hacha de mano achelense en los depósitos internos más antiguos que el límite de Bruhnes-Matuyama, en los 780 000 años.